# 世界距離別スピードスケート選手権大会
Template:CEZ

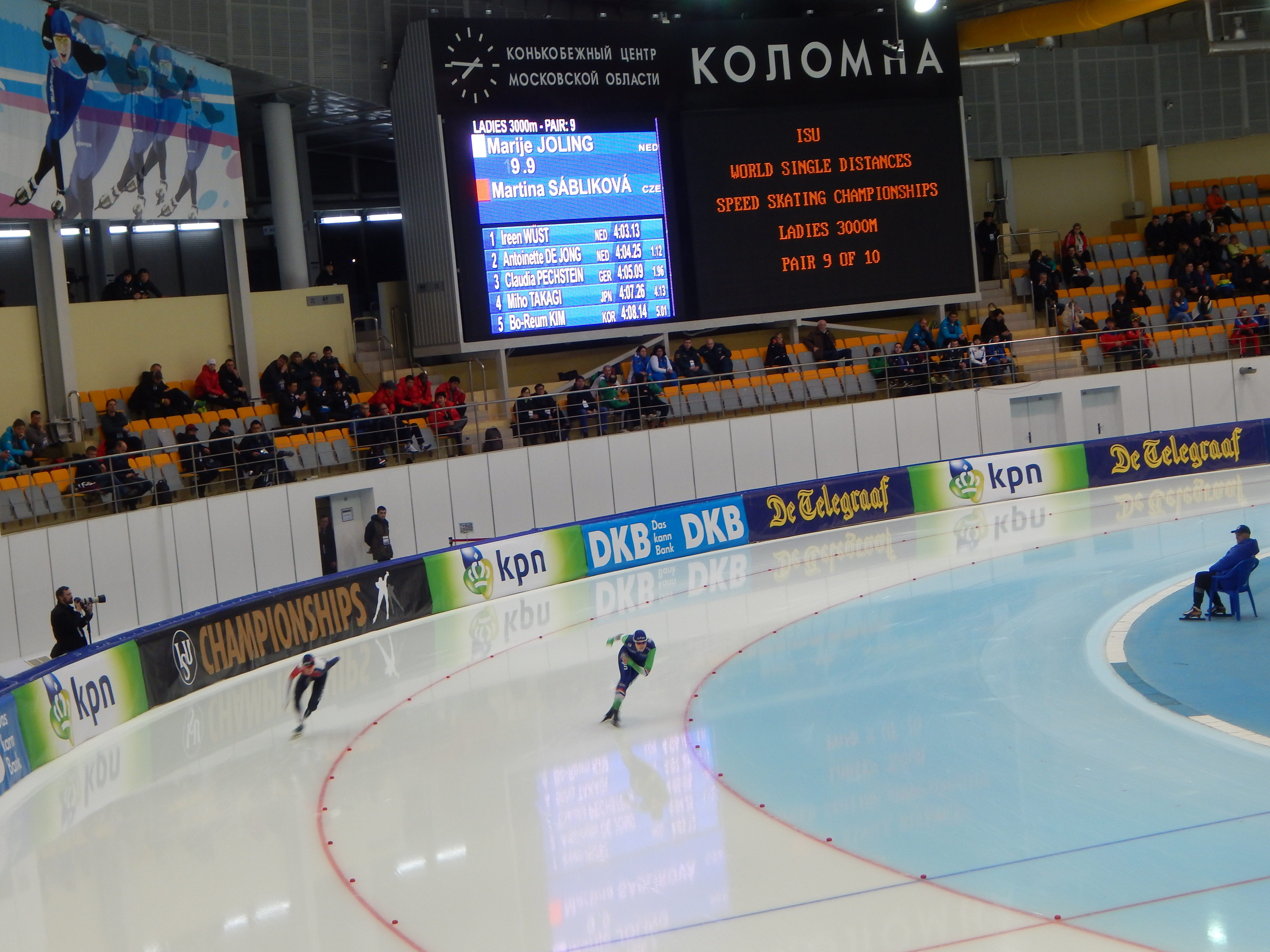
2016年コロムナ

世界距離別スピードスケート選手権大会（せかいきょりべつスピードスケートせんしゅけんたいかい）は、国際スケート連盟が主催するスピードスケートの大会で、「世界距離別選手権」の略称で親しまれている。
第1回は1996年に開催。以来2002年冬季五輪が行われた2002年以降五輪開催年を除き毎年3月中旬頃に開催され、スケートシーズンを締めくくる大会である。
日本開催は2000年と2008年の2回でいずれも長野市で開催された。
オリンピックと同じく距離ごとで競う。
個人種目は男子が500m・1000m・1500m・5000m・10000m・マススタートの6種目、女子が500m・1000m・1500m・3000m・5000m・マススタートの6種目。他に団体種目として男女のチームパシュートが行われる。
日本選手の優勝は、500m男子の清水宏保（1996，1998 - 2001）・堀井学（1997）・加藤条治（2005）、チームパシュート女子（菊池彩花、髙木菜那、髙木美帆 2015）・500m女子小平奈緒（2017，2020）・チームパシュート女子（髙木菜那、髙木美帆、佐藤綾乃 2019 - 2020）・1000ｍ女子髙木美帆（2024 - 2025）・1500ｍ女子髙木美帆（2024）が優勝している。
日本選手連覇は、500ｍ男子の清水宏保（1998 - 2001）、チームパシュート女子（2019 - 2020）、1000ｍ女子の髙木美帆（2024 - 2025）がしている。
アンニ・フリージンガー（ドイツ）、シャーニー・デービス（アメリカ）、髙木美帆は、世界オールラウンド選手権、世界スプリント選手権、世界距離別選手権の3つの異なる選手権で世界タイトルを獲得した選手です。
2018年のISU隔年次総会で、2021年からはそれまでの世界オールラウンド選手権・世界スプリント選手権を統合し、世界スピードスケート選手権大会として再編され、、隔年の開催になった。

## 歴代開催地
1996:ハーマル 1996年3月15日〜17日 英語版
1997:ワルシャワ 1997年3月7日〜9日 英語版
1998:カルガリー 1998年3月27日〜29日 英語版
1999:ヘーレンフェーン 1999年3月12日〜14日 英語版
2000:長野 2000年3月3日〜5日 英語版
2001:ソルトレイクシティ 2001年3月9日〜11日 英語版
2002:ソルトレークシティオリンピック開催のため実施せず
2003:ベルリン 2003年3月14日〜16日 英語版
2004:ソウル 2004年3月12日〜14日 英語版 公式
2005:インツェル 2005年3月3日〜6日 英語版 公式
2006:トリノオリンピック開催のため実施せず
2007:ソルトレイクシティ 2007年3月8日〜11日 英語版 公式
2008:長野 2008年3月6日〜9日 英語版 公式
2009:リッチモンド 2009年3月12日〜15日 英語版 公式
2010:バンクーバーオリンピック開催のため実施せず
2011:インツェル 2011年3月10日〜13日 英語版 公式
2012:ヘーレンフェーン 2012年3月22日〜25日 英語版 公式
2013:ソチ 2013年3月21日〜24日 英語版 公式
2014:ソチオリンピック開催のため実施せず
2015:ヘーレンフェーン 2015年2月12日〜15日 英語版 公式
2016:コロムナ 2016年2月11日〜14日  英語版 公式
2017:カンヌン 2017年2月9日〜12日 英語版 公式
2018:ピョンチャンオリンピック開催のため実施せず
2019:インツェル 2019年2月7日〜10日 英語版 公式
2020:ソルトレイクシティ 2020年2月13日〜16日 英語版 公式
2021:ヘーレンフェーン  2021年2月11日〜14日 英語版 公式
*コロナ禍のため開催予定だった北京が取りやめたことにより会場変更、アジアなど渡航規制のあった国不参加
2022:北京オリンピック開催のため実施せず
2023:ヘーレンフェーン 2023年3月2日〜3月5日 英語版 公式
2024:カルガリー 2024年2月15日〜18日 英語版 公式
2025:ハーマル 2025年3月13日〜16日 英語版 公式

## 歴代優勝者・上位入賞者

### 男子

#### 500m
| 年    | 金                                               | 銀                                               | 銅                                               |
| 1996  | 清水宏保                                         | セルゲイ・クレヴチェニア                         | ロゲル・ストレム                                 |
| 1997  | 堀井学                                           | ロゲル・ストレム                                 | 清水宏保                                         |
| 1998  | 清水宏保                                         | シルヴァン・ブシャール                           | ジェレミー・ウォザースプーン                     |
| 1999  | 清水宏保                                         | エルベン・ベンネマルス                           | ヤッコ・ヤン・レーウワンフ                       |
| 2000  | 清水宏保                                         | マイク・アイルランド                             | ジェレミー・ウォザースプーン                     |
| 2001  | 清水宏保                                         | ジェレミー・ウォザースプーン                     | ケイシー・フィッツランドルフ                     |
| 2002  | ソルトレークシティオリンピック開催のため実施せず | ソルトレークシティオリンピック開催のため実施せず | ソルトレークシティオリンピック開催のため実施せず |
| 2003  | ジェレミー・ウォザースプーン                     | 清水宏保                                         | エルベン・ベンネマルス                           |
| 2004  | ジェレミー・ウォザースプーン                     | ドミトリ・ロブコフ                               | マイク・アイルランド                             |
| 2005  | 加藤条治                                         | 清水宏保                                         | ジェレミー・ウォザースプーン                     |
| 2006  | トリノオリンピック開催のため実施せず             | トリノオリンピック開催のため実施せず             | トリノオリンピック開催のため実施せず             |
| 2007  | 李康奭                                           | 及川佑                                           | タッカー・フレドリックス                         |
| 2008  | ジェレミー・ウォザースプーン                     | 李奎爀                                           | 加藤条治                                         |
| 2009  | 李康奭                                           | 李奎爀                                           | 於鳳桐                                           |
| 2010  | バンクーバーオリンピック開催のため実施せず       | バンクーバーオリンピック開催のため実施せず       | バンクーバーオリンピック開催のため実施せず       |
| 2011  | 李奎爀                                           | 加藤条治                                         | ヤン・スメーケンス                               |
| 2012  | 牟太釩                                           | ミシェル・ムルダー                               | ペッカ・コスケラ                                 |
| 2013  | 牟太釩                                           | 加藤条治                                         | ヤン・スメーケンス                               |
| 2014  | ソチオリンピック開催のため実施せず               | ソチオリンピック開催のため実施せず               | ソチオリンピック開催のため実施せず               |
| 2015  | パベル・クリジニコフ                             | ミシェル・ムルダー                               | ローラン・デュブレイユ                           |
| 2016  | パベル・クリジニコフ                             | ルスラン・ムラショフ                             | Alex Boisvert-Lacroix                            |
| 2017  | ヤン・スメーケンス                               | ニコ・イーレ                                     | ヤン・スメーケンス                               |
| 2018  | ピョンチャンオリンピック開催のため実施せず       | ピョンチャンオリンピック開催のため実施せず       | ピョンチャンオリンピック開催のため実施せず       |
| 2019  | Ruslan Murashov                                  | ホーバル・ホルメフィヨルドロレンセン             | Viktor Mushtakov                                 |
| 2020  | パベル・クリジニコフ                             | Ruslan Murashov                                  | 新濱立也                                         |
| 2021* | ローラン・デュブレイユ                           | パベル・クリジニコフ                             | Dai Dai N'tab                                    |
| 2022  | 北京オリンピック開催のため実施せず               | 北京オリンピック開催のため実施せず               | 北京オリンピック開催のため実施せず               |
| 2023  | ジョーダン・ストルツ                             | ローラン・デュブレイユ                           | 森重航                                           |
| 2024  | ジョーダン・ストルツ                             | ローラン・デュブレイユ                           | Dai Dai N'tab                                    |
| 2025  | Jenning De Boo                                   | ジョーダン・ストルツ                             | Cooper Mcleod                                    |

#### 1000m
| 年   | 金                                               | 銀                                               | 銅                                               |
| 1996 | セルゲイ・クレヴチェニア                         | オドヌ・センドロル                               | 諸葛成烈                                         |
| 1997 | オドヌ・センドロル                               | ヤン・ボス                                       | マルティン・ヘルスマン                           |
| 1998 | シルヴァン・ブシャール                           | ジェレミー・ウォザースプーン                     | 清水宏保                                         |
| 1999 | ヤン・ボス                                       | 清水宏保                                         | ヤッコ・ヤン・レーウワンフ                       |
| 2000 | オドヌ・センドロル                               | ヤン・ボス                                       | マイク・アイルランド                             |
| 2001 | ジェレミー・ウォザースプーン                     | オドヌ・センドロル                               | セルゲイ・クレヴチェニア                         |
| 2002 | ソルトレークシティオリンピック開催のため実施せず | ソルトレークシティオリンピック開催のため実施せず | ソルトレークシティオリンピック開催のため実施せず |
| 2003 | エルベン・ベンネマルス                           | ヘラルト・ファン・フェルデ                       | ジョーイ・チーク                                 |
| 2004 | エルベン・ベンネマルス                           | ジェレミー・ウォザースプーン                     | 小林正暢                                         |
| 2005 | エヴェン・ウェッテン                             | ヤン・ボス                                       | ペッテル・アンデルセン ペッカ・コスケラ          |
| 2006 | トリノオリンピック開催のため実施せず             | トリノオリンピック開催のため実施せず             | トリノオリンピック開催のため実施せず             |
| 2007 | シャニー・デービス                               | デニー・モリソン                                 | 李奎爀                                           |
| 2008 | シャニー・デービス                               | イェヴゲニー・ラレンコフ                         | デニー・モリソン                                 |
| 2009 | トレヴァー・マルシカーノ                         | デニー・モリソン                                 | シャニー・デービス                               |
| 2010 | バンクーバーオリンピック開催のため実施せず       | バンクーバーオリンピック開催のため実施せず       | バンクーバーオリンピック開催のため実施せず       |
| 2011 | シャニー・デービス                               | キエルド・ナウシュ                               | ステファン・グルーサイス                         |
| 2012 | ステファン・グルーサイス                         | キエルド・ナウシュ                               | シャニー・デービス                               |
| 2013 | デニス・クジン                                   | 牟太釩                                           | シャニー・デービス                               |
| 2014 | ソチオリンピック開催のため実施せず               | ソチオリンピック開催のため実施せず               | ソチオリンピック開催のため実施せず               |
| 2015 | シャニー・デービス                               | パベル・クリジニコフ                             | キエルド・ナウシュ                               |
| 2016 | パベル・クリジニコフ                             | デニス・ユスコフ                                 | キエルド・ナウシュ                               |
| 2017 | キエルド・ナウシュ                               | ビンセント・デ・ハイトレ                         | カイ・フェルバイ                                 |
| 2018 | ピョンチャンオリンピック開催のため実施せず       | ピョンチャンオリンピック開催のため実施せず       | ピョンチャンオリンピック開催のため実施せず       |
| 2019 | カイ・フェルバイ                                 | トマス・クロル                                   | キエルド・ナウシュ                               |
| 2020 | パベル・クリジニコフ                             | キエルド・ナウシュ                               | ローラン・デュブレイユ                           |
| 2021 | カイ・フェルバイ                                 | パベル・クリジニコフ                             | ローラン・デュブレイユ                           |
| 2022 | 北京オリンピック開催のため実施せず               | 北京オリンピック開催のため実施せず               | 北京オリンピック開催のため実施せず               |
| 2023 | ジョーダン・ストルツ                             | トマス・クロル                                   | コーネリアス・ケルステン                         |
| 2024 | ジョーダン・ストルツ                             | 寧忠岩                                           | キエルド・ナウシュ                               |
| 2025 | ユップ・ベンネマルス                             | Jenning De Boo                                   | ジョーダン・ストルツ                             |

### 男子1500m
| 年    | 金                                               | 銀                                               | 銅                                               |
| 1996  | Jeroen Straathof                                 | オドネ・センデロール                             | Martin Hersman                                   |
| 1997  | リンチェ・リツマ                                 | オドネ・センデロール                             | Neil Marshall                                    |
| 1998  | オドネ・センデロール                             | Ids Postma                                       | Roberto Sighel                                   |
| 1999  | Ids Postma                                       | オドネ・センデロール                             | リンチェ・リツマ                                 |
| 2000  | Ids Postma                                       | オドネ・センデロール                             | ヤン・ボス                                       |
| 2001  | オドネ・センデロール                             | Derek Parra                                      | エルベン・ベンネマルス                           |
| 2002  | ソルトレークシティオリンピック開催のため実施せず | ソルトレークシティオリンピック開催のため実施せず | ソルトレークシティオリンピック開催のため実施せず |
| 2003  | エルベン・ベンネマルス                           | Ralf van der Rijst                               | Joey Cheek                                       |
| 2004  | シャニー・デービス                               | Mark Tuitert                                     | エルベン・ベンネマルス                           |
| 2005  | Rune Stordal                                     | Mark Tuitert                                     | Even Wetten                                      |
| 2006  | トリノオリンピック開催のため実施せず             | トリノオリンピック開催のため実施せず             | トリノオリンピック開催のため実施せず             |
| 2007  | シャニー・デービス                               | Erben Wennemars                                  | デニー・モリソン                                 |
| 2008  | デニー・モリソン                                 | シャニー・デービス, スベン・クラマー             | シャニー・デービス, スベン・クラマー             |
| 2009  | シャニー・デービス                               | Trevor Marsicano                                 | デニー・モリソン                                 |
| 2010  | バンクーバーオリンピック開催のため実施せず       | バンクーバーオリンピック開催のため実施せず       | バンクーバーオリンピック開催のため実施せず       |
| 2011  | ホーバルト・ベッコ                               | シャニー・デービス                               | Lucas Makowsky                                   |
| 2012  | デニー・モリソン                                 | イワン・スコブレフ                               | ホーバルト・ベッコ                               |
| 2013  | デニス・ユスコフ                                 | シャニー・デービス                               | イワン・スコブレフ                               |
| 2014  | ソチオリンピック開催のため実施せず               | ソチオリンピック開催のため実施せず               | ソチオリンピック開催のため実施せず               |
| 2015  | デニス・ユスコフ                                 | デニー・モリソン                                 | コーエン・ヴェルウェイ                           |
| 2016  | デニス・ユスコフ                                 | キエルド・ナウシュ                               | トマス・クロル                                   |
| 2017  | キエルド・ナウシュ                               | Denis Yuskov                                     | スベン・クラマー                                 |
| 2018  | ピョンチャンオリンピック開催のため実施せず       | ピョンチャンオリンピック開催のため実施せず       | ピョンチャンオリンピック開催のため実施せず       |
| 2019  | トマス・クロル                                   | スベレルンデ・ペデルセン                         | デニス・ユスコフ                                 |
| 2020  | キエルド・ナウシュ                               | トマス・クロル                                   | ジョーイ・マンティア                             |
| 2021* | トマス・クロル                                   | キエルド・ナウシュ                               | パトリック・ルスト                               |
| 2022  | 北京オリンピック開催のため実施せず               | 北京オリンピック開催のため実施せず               | 北京オリンピック開催のため実施せず               |
| 2023  | ジョーダン・ストルツ                             | キエルド・ナウシュ                               | トマス・クロル                                   |
| 2024  | ジョーダン・ストルツ                             | キエルド・ナウシュ                               | ペーダー・コングスハウグ                         |
| 2025  | ペーダー・コングスハウグ                         | ジョーダン・ストルツ                             | Connor Howe                                      |

### 男子5000m
| 年    | 金                                               | 銀                                               | 銅                                               |
| 1996  | Ids Postma                                       | 白幡圭史                                         | ジャンニ・ロメ                                   |
| 1997  | リンチェ・リツマ                                 | ジャンニ・ロメ                                   | フランク・ディットリッヒ                         |
| 1998  | ジャンニ・ロメ                                   | リンチェ・リツマ                                 | Bart Veldkamp                                    |
| 1999  | ジャンニ・ロメ                                   | Bart Veldkamp                                    | ボブ・デヨング                                   |
| 2000  | ジャンニ・ロメ                                   | ボブ・デヨング                                   | 白幡圭史                                         |
| 2001  | ボブ・デヨング                                   | カール・フェルハイエン                           | ジャンニ・ロメ                                   |
| 2002  | ソルトレークシティオリンピック開催のため実施せず | ソルトレークシティオリンピック開催のため実施せず | ソルトレークシティオリンピック開催のため実施せず |
| 2003  | ヨヘム・ユエイトデハーへ                         | ボブ・デヨング                                   | カール・フェルハイエン                           |
| 2004  | チャド・ヘドリック                               | カール・フェルハイエン                           | ジャンニ・ロメ                                   |
| 2005  | チャド・ヘドリック                               | ボブ・デヨング                                   | カール・フェルハイエン                           |
| 2006  | トリノオリンピック開催のため実施せず             | トリノオリンピック開催のため実施せず             | トリノオリンピック開催のため実施せず             |
| 2007  | スベン・クラマー                                 | Enrico Fabris                                    | カール・フェルハイエン                           |
| 2008  | スベン・クラマー                                 | Enrico Fabris                                    | Wouter Olde Heuvel                               |
| 2009  | スベン・クラマー                                 | ホーバルト・ベッコ                               | Trevor Marsicano                                 |
| 2010  | バンクーバーオリンピック開催のため実施せず       | バンクーバーオリンピック開催のため実施せず       | バンクーバーオリンピック開催のため実施せず       |
| 2011  | ボブ・デヨング                                   | Lee Seung-Hoon                                   | イワン・スコブレフ                               |
| 2012  | スベン・クラマー                                 | ボブ・デヨング                                   | Jonathan Kuck                                    |
| 2013  | スベン・クラマー                                 | ヨリト・ベルフスマ                               | イワン・スコブレフ                               |
| 2014  | ソチオリンピック開催のため実施せず               | ソチオリンピック開催のため実施せず               | ソチオリンピック開催のため実施せず               |
| 2015  | スベン・クラマー                                 | ヨリト・ベルフスマ                               | Douwe de Vries                                   |
| 2016  | スベン・クラマー                                 | ヨリト・ベルフスマ                               | スベレルンデ・ペデルセン                         |
| 2017  | スベン・クラマー                                 | ヨリト・ベルフスマ                               | Peter Michael                                    |
| 2018  | ピョンチャンオリンピック開催のため実施せず       | ピョンチャンオリンピック開催のため実施せず       | ピョンチャンオリンピック開催のため実施せず       |
| 2019  | スベレルンデ・ペデルセン                         | パトリック・ルスト                               | スベン・クラマー                                 |
| 2020  | テッドヤンブルーマン                             | スベン・クラマー                                 | グレイム・フィッシュ                             |
| 2021* | ニルス・ファンデルプール                         | パトリック・ルスト                               | Sergey Trofimov                                  |
| 2022  | 北京オリンピック開催のため実施せず               | 北京オリンピック開催のため実施せず               | 北京オリンピック開催のため実施せず               |
| 2023  | パトリック・ルスト                               | ダビデ・ギオット                                 | バート・スウィングス                             |
| 2024  | パトリック・ルスト                               | ダビデ・ギオット                                 | サンデール・エイトレム                           |
| 2025  | サンデール・エイトレム                           | Beau Snellink                                    | Vladimir Semirunniy                              |

### 男子10000m
| 年    | 金                                               | 銀                                               | 銅                                               |
| 1996  | ジャンニ・ロメ                                   | バート・フェルトカンプ                           | フランク・ディットリッヒ                         |
| 1997  | ジャンニ・ロメ                                   | リンチェ・リツマ                                 | ボブ・デヨング                                   |
| 1998  | ジャンニ・ロメ                                   | ボブ・デヨング                                   | フランク・ディットリッヒ                         |
| 1999  | ボブ・デヨング                                   | ジャンニ・ロメ                                   | フランク・ディットリッヒ                         |
| 2000  | ジャンニ・ロメ                                   | ボブ・デヨング                                   | フランク・ディットリッヒ                         |
| 2001  | カール・フェルハイエン                           | ボブ・デヨング                                   | Vadim Sayutin                                    |
| 2002  | ソルトレークシティオリンピック開催のため実施せず | ソルトレークシティオリンピック開催のため実施せず | ソルトレークシティオリンピック開催のため実施せず |
| 2003  | ボブ・デヨング                                   | カール・フェルハイエン                           | ラッセ・セトレ                                   |
| 2004  | カール・フェルハイエン                           | ボブ・デヨング                                   | チャド・ヘドリック                               |
| 2005  | ボブ・デヨング                                   | カール・フェルハイエン                           | チャド・ヘドリック                               |
| 2006  | トリノオリンピック開催のため実施せず             | トリノオリンピック開催のため実施せず             | トリノオリンピック開催のため実施せず             |
| 2007  | スベン・クラマー                                 | カール・フェルハイエン                           | Brigt Rykkje                                     |
| 2008  | スベン・クラマー                                 | Enrico Fabris                                    | ボブ・デヨング                                   |
| 2009  | スベン・クラマー                                 | ホーバルト・ベッコ                               | ボブ・デヨング                                   |
| 2010  | バンクーバーオリンピック開催のため実施せず       | バンクーバーオリンピック開催のため実施せず       | バンクーバーオリンピック開催のため実施せず       |
| 2011  | ボブ・デヨング                                   | Bob de Vries                                     | イワン・スコブレフ                               |
| 2012  | ボブ・デヨング                                   | ヨリト・ベルフスマ                               | Jonathan Kuck                                    |
| 2013  | ヨリト・ベルフスマ                               | スベン・クラマー                                 | ボブ・デヨング                                   |
| 2014  | ソチオリンピック開催のため実施せず               | ソチオリンピック開催のため実施せず               | ソチオリンピック開催のため実施せず               |
| 2015  | ヨリト・ベルフスマ                               | Erik Jan Kooiman                                 | パトリック・ベッケルト                           |
| 2016  | スベン・クラマー                                 | テッドヤンブルーマン                             | Erik Jan Kooiman                                 |
| 2018  | ピョンチャンオリンピック開催のため実施せず       | ピョンチャンオリンピック開催のため実施せず       | ピョンチャンオリンピック開催のため実施せず       |
| 2017  | スベン・クラマー                                 | ヨリト・ベルフスマ                               | パトリック・ベッケルト                           |
| 2019  | ヨリト・ベルフスマ                               | パトリック・ルスト                               | Danila Semerikov                                 |
| 2020  | グレイム・フィッシュ                             | テッドヤンブルーマン                             | パトリック・ベッケルト                           |
| 2021* | ニルス・ファンデルプール                         | ヨリト・ベルフスマ                               | Alexander Rumyantsev                             |
| 2022  | 北京オリンピック開催のため実施せず               | 北京オリンピック開催のため実施せず               | 北京オリンピック開催のため実施せず               |
| 2023  | ダビデ・ギオット                                 | ヨリト・ベルフスマ                               | テッドヤンブルーマン                             |
| 2024  | ダビデ・ギオット                                 | テッドヤンブルーマン                             | グレイム・フィッシュ                             |
| 2025  | ダビデ・ギオット                                 | Vladimir Semirunniy                              | Metoděj Jílek                                    |

### 男子マススタート
| Year  | Gold                                       | Silver                                     | Bronze                                     |
| 2015  | アルヤン・ストロエティンガ                 | ファビオ・フランコリーニ                   | アレクシス・コンティン                     |
| 2016  | イ・スンファン                             | アルヤン・ストロエティンガ                 | アレクシス・コンティン                     |
| 2017  | ジョーイ・マンティア                       | アレクシス・コンティン                     | オリビエ・ジェン                           |
| 2018  | ピョンチャンオリンピック開催のため実施せず | ピョンチャンオリンピック開催のため実施せず | ピョンチャンオリンピック開催のため実施せず |
| 2019  | ジョーイ・マンティア                       | Um Cheon-ho                                | Chung Jae-Won                              |
| 2020  | ヨリト・ベルフスマ                         | ジョーダン・ベルコス                       | Antoine Gélinas-Beaulieu                   |
| 2021* | ジョーイ・マンティア                       | Arjan Stroetinga                           | バート・スウィングス                       |
| 2022  | 北京オリンピック開催のため実施せず         | 北京オリンピック開催のため実施せず         | 北京オリンピック開催のため実施せず         |
| 2023  | バート・スウィングス                       | Bart Hoolwerf                              | Andrea Giovannini                          |
| 2024  | バート・スウィングス                       | アントワーヌ・ジェリナス＝ボーリュー       | リビオ・ウェンガー                         |
| 2025  | Andrea Giovannini                          | Lee Seung-hoon                             | バート・スウィングス                       |

### 男子チームパシュート
| Year  | Gold                                       | Silver                                     | Bronze                                     |
| 2005  | オランダ                                   | イタリア                                   | ノルウェー                                 |
| 2006  | トリノオリンピック開催のため実施せず       | トリノオリンピック開催のため実施せず       | トリノオリンピック開催のため実施せず       |
| 2007  | オランダ                                   | カナダ                                     | ロシア                                     |
| 2008  | オランダ                                   | イタリア                                   | ドイツ                                     |
| 2009  | オランダ                                   | スウェーデン                               | アメリカ                                   |
| 2010  | バンクーバーオリンピック開催のため実施せず | バンクーバーオリンピック開催のため実施せず | バンクーバーオリンピック開催のため実施せず |
| 2011  | アメリカ                                   | カナダ                                     | オランダ                                   |
| 2012  | オランダ                                   | アメリカ                                   | ロシア                                     |
| 2013  | オランダ                                   | コリア                                     | ポーランド                                 |
| 2014  | ソチオリンピック開催のため実施せず         | ソチオリンピック開催のため実施せず         | ソチオリンピック開催のため実施せず         |
| 2015  | オランダ                                   | カナダ                                     | コリア                                     |
| 2016  | オランダ                                   | ノルウェー                                 | カナダ                                     |
| 2017  | オランダ                                   | ニュージーランド                           | ノルウェー                                 |
| 2018  | ピョンチャンオリンピック開催のため実施せず | ピョンチャンオリンピック開催のため実施せず | ピョンチャンオリンピック開催のため実施せず |
| 2019  | オランダ                                   | ノルウェー                                 | ロシア                                     |
| 2020  | オランダ                                   | 日本                                       | ロシア                                     |
| 2021* | オランダ                                   | カナダ                                     | Russian Skating Union                      |
| 2022  | 北京オリンピック開催のため実施せず         | 北京オリンピック開催のため実施せず         | 北京オリンピック開催のため実施せず         |
| 2023  | オランダ                                   | カナダ                                     | ノルウェー                                 |
| 2024  | イタリア                                   | ノルウェー                                 | カナダ                                     |
| 2025  | アメリカ                                   | イタリア                                   | オランダ                                   |

男子チームスプリント
| Year  | Gold                               | Silver                             | Bronze                             |
| 2019  | オランダ                           | コリア                             | ロシア                             |
| 2020  | オランダ                           | 中国                               | ノルウェー                         |
| 2021* | コロナ禍のため実施せず             | コロナ禍のため実施せず             | コロナ禍のため実施せず             |
| 2022  | 北京オリンピック開催のため実施せず | 北京オリンピック開催のため実施せず | 北京オリンピック開催のため実施せず |
| 2023  | カナダ                             | オランダ                           | ノルウェー                         |
| 2024  | カナダ                             | オランダ                           | ノルウェー                         |
| 2025  | 中国                               | オランダ                           | アメリカ                           |

### 女子500m
| Year  | Gold                                             | Silver                                           | Bronze                                           |
| 1996  | スヴェトラーナ・ジューロワ                       | 島崎 京子                                        | 岡崎朋美                                         |
| 1997  | 薛瑞红                                           | Sabine Völker                                    | Franziska Schenk                                 |
| 1998  | カトリオナ・ルメイ・ドーン                       | スヴェトラーナ・ジューロワ                       | 岡崎朋美                                         |
| 1999  | カトリオナ・ルメイ・ドーン                       | スヴェトラーナ・ジューロワ                       | マリアンヌ・ティメル、岡崎朋美                   |
| 2000  | Monique Garbrecht                                | スヴェトラーナ・ジューロワ                       | カトリオナ・ルメイ・ドーン                       |
| 2001  | カトリオナ・ルメイ・ドーン                       | Monique Garbrecht-Enfeldt                        | スヴェトラーナ・ジューロワ                       |
| 2002  | ソルトレークシティオリンピック開催のため実施せず | ソルトレークシティオリンピック開催のため実施せず | ソルトレークシティオリンピック開催のため実施せず |
| 2003  | Monique Garbrecht-Enfeldt                        | 王曼丽                                           | Anzhelika Kotyuga                                |
| 2004  | 王曼麗                                           | Anzhelika Kotyuga                                | 任慧                                             |
| 2005  | 王曼麗                                           | 王北星                                           | 李相花                                           |
| 2006  | トリノオリンピック開催のため実施せず             | トリノオリンピック開催のため実施せず             | トリノオリンピック開催のため実施せず             |
| 2007  | ジェニー・ウォルフ                               | 王北星                                           | 大菅小百合                                       |
| 2008  | ジェニー・ウォルフ                               | 王北星                                           | Annette Gerritsen                                |
| 2009  | ジェニー・ウォルフ                               | 王北星                                           | 李相花                                           |
| 2010  | バンクーバオリンピック開催のため実施せず         | バンクーバオリンピック開催のため実施せず         | バンクーバオリンピック開催のため実施せず         |
| 2011  | ジェニー・ウォルフ                               | 李相花                                           | 王北星                                           |
| 2012  | 李相花                                           | 王北星                                           | Thijsje Oenema                                   |
| 2013  | 李相花                                           | 王北星                                           | オルガ・ファトクリナ                             |
| 2014  | ソチオリンピック開催のため実施せず               | ソチオリンピック開催のため実施せず               | ソチオリンピック開催のため実施せず               |
| 2015  | ヘザー・ベルフスマ                               | ブリタニー・ボウ                                 | 小平奈緒                                         |
| 2016  | 李相花                                           | ブリタニー・ボウ                                 | 張虹                                             |
| 2017  | 小平奈緒                                         | 李相花                                           | 于静（ウ セイ）                                  |
| 2018  | ピョンチャンオリンピック開催のため実施せず       | ピョンチャンオリンピック開催のため実施せず       | ピョンチャンオリンピック開催のため実施せず       |
| 2019  | バネッサ・ヘルツォーク                           | 小平奈緒                                         | 曽我こなみ                                       |
| 2020  | 小平奈緒                                         | アンジェリーナ・ゴリコワ                         | オルガ・ファトクリナ                             |
| 2021* | アンジェリーナ・ゴリコワ                         | フェムケ・コク                                   | オルガ・ファトクリナ                             |
| 2022  | 北京オリンピック開催のため実施せず               | 北京オリンピック開催のため実施せず               | 北京オリンピック開催のため実施せず               |
| 2023  | フェムケ・コク                                   | バネッサ・ヘルツォーク                           | ユッタ・レールダム                               |
| 2024  | フェムケ・コク                                   | 金旼鮮                                           | キミ・ゲッツ                                     |
| 2025  | フェムケ・コク                                   | ユッタ・レールダム                               | 金旼鮮                                           |

### 女子1000m
| Year  | Gold                                             | Silver                                           | Bronze                                           |
| 1996  | アンナマリー・トマス（英語）                     | クリス・ウィッティ                               | Emese Hunyady                                    |
| 1997  | マリアンヌ・ティメル                             | Sandra Zwolle                                    | Franziska Schenk                                 |
| 1998  | クリス・ウィッティ                               | カトリオナ・ルメイ・ドーン                       | Franziska Schenk                                 |
| 1999  | マリアンヌ・ティメル                             | Monique Garbrecht                                | カトリオナ・ルメイ・ドーン                       |
| 2000  | Monique Garbrecht                                | マリアンヌ・ティメル                             | クリス・ウィッティ                               |
| 2001  | Monique Garbrecht                                | Sabine Völker                                    | カトリオナ・ルメイ・ドーン                       |
| 2002  | ソルトレークシティオリンピック開催のため実施せず | ソルトレークシティオリンピック開催のため実施せず | ソルトレークシティオリンピック開催のため実施せず |
| 2003  | アンニ・フリージンガー                           | Jennifer Rodriguez                               | シンディ・クラッセン                             |
| 2004  | アンニ・フリージンガー                           | マリアンヌ・ティメル                             | シンディ・クラッセン                             |
| 2005  | Barbara de Loor                                  | アンニ・フリージンガー                           | マリアンヌ・ティメル                             |
| 2006  | トリノオリンピック開催のため実施せず             | トリノオリンピック開催のため実施せず             | トリノオリンピック開催のため実施せず             |
| 2007  | イレイン・ブスト                                 | アンニ・フリージンガー                           | クリスティン・ネスビット                         |
| 2008  | アンニ・フリージンガー                           | クリスティナ・グローブス                         | Annette Gerritsen                                |
| 2009  | クリスティン・ネスビット                         | アンニ・フリージンガー                           | Margot Boer                                      |
| 2010  | バンクーバオリンピック開催のため実施せず         | バンクーバオリンピック開催のため実施せず         | バンクーバオリンピック開催のため実施せず         |
| 2011  | クリスティン・ネスビット                         | イレイン・ブスト                                 | ヘザー・リチャードソン                           |
| 2012  | クリスティン・ネスビット                         | 于静（ウ セイ）                                  | Margot Boer                                      |
| 2013  | オルガ・ファトクリナ                             | イレイン・ブスト                                 | ブリタニー・ボウ                                 |
| 2014  | ソチオリンピック開催のため実施せず               | ソチオリンピック開催のため実施せず               | ソチオリンピック開催のため実施せず               |
| 2015  | ブリタニー・ボウ                                 | ヘザー・リチャードソン                           | カロリーナ・エルバノヴァー                       |
| 2016  | ヨリン・テル・モルス                             | ヘザー・リチャードソン                           | ブリタニー・ボウ                                 |
| 2017  | ヘザー・ベルフスマ                               | 小平奈緒                                         | ヨリン・テル・モルス                             |
| 2018  | ピョンチャンオリンピック開催のため実施せず       | ピョンチャンオリンピック開催のため実施せず       | ピョンチャンオリンピック開催のため実施せず       |
| 2019  | ブリタニー・ボウ                                 | バネッサ・ヘルツォーク                           | 小平奈緒                                         |
| 2020  | ユッタ・レールダム                               | オルガ・ファトクリナ                             | 髙木美帆                                         |
| 2021* | ブリタニー・ボウ                                 | ユッタ・レールダム                               | [RSU]Elizaveta Golubeva                          |
| 2022  | 北京オリンピック開催のため実施せず               | 北京オリンピック開催のため実施せず               | 北京オリンピック開催のため実施せず               |
| 2023  | ユッタ・レールダム                               | アントワネット・ライプマ・デ ヨング              | 髙木美帆                                         |
| 2024  | 髙木美帆                                         | 韓梅                                             | ユッタ・レールダム                               |
| 2025  | 髙木美帆                                         | フェムケ・コク                                   | ユッタ・レールダム                               |

### 女子1500m
| Year  | Gold                                             | Silver                                           | Bronze                                           |
| 1996  | アンナマリー・トマス                             | クラウディア・ペヒシュタイン                     | Sandra Zwolle                                    |
| 1997  | グンダ・ニーマン＝クレーマン                     | アンニ・フリージンガー                           | マリアンヌ・ティメル                             |
| 1998  | アンニ・フリージンガー                           | グンダ・ニーマン＝シュティルネマン               | クラウディア・ペヒシュタイン                     |
| 1999  | Emese Hunyady                                    | グンダ・ニーマン＝シュティルネマン               | トニー・デヨング                                 |
| 2000  | クラウディア・ペヒシュタイン                     | アンニ・フリージンガー                           | Emese Hunyady                                    |
| 2001  | アンニ・フリージンガー                           | 田畑真紀                                         | シンディ・クラッセン                             |
| 2002  | ソルトレークシティオリンピック開催のため実施せず | ソルトレークシティオリンピック開催のため実施せず | ソルトレークシティオリンピック開催のため実施せず |
| 2003  | アンニ・フリージンガー                           | 田畑真紀                                         | Jennifer Rodriguez                               |
| 2004  | アンニ・フリージンガー                           | シンディ・クラッセン                             | Jennifer Rodriguez                               |
| 2005  | シンディ・クラッセン                             | アンニ・フリージンガー                           | Jennifer Rodriguez                               |
| 2006  | トリノオリンピック開催のため実施せず             | トリノオリンピック開催のため実施せず             | トリノオリンピック開催のため実施せず             |
| 2007  | イレイン・ブスト                                 | シンディ・クラッセン                             | クリスティナ・グローブス                         |
| 2008  | アンニ・フリージンガー                           | Paulien van Deutekom                             | クリスティナ・グローブス                         |
| 2009  | アンニ・フリージンガー                           | イレイン・ブスト                                 | クリスティン・ネスビット                         |
| 2010  | バンクーバオリンピック開催のため実施せず         | バンクーバオリンピック開催のため実施せず         | バンクーバオリンピック開催のため実施せず         |
| 2011  | イレイン・ブスト                                 | Diane Valkenburg                                 | Jorien Voorhuis                                  |
| 2012  | クリスティン・ネスビット                         | イレイン・ブスト                                 | Linda de Vries                                   |
| 2013  | イレイン・ブスト                                 | ロッテ・ファン・ベーク                           | クリスティン・ネスビット                         |
| 2014  | ソチオリンピック開催のため実施せず               | ソチオリンピック開催のため実施せず               | ソチオリンピック開催のため実施せず               |
| 2015  | ブリタニー・ボウ                                 | イレイン・ブスト                                 | ヘザー・リチャードソン                           |
| 2016  | ヨリン・テル・モルス                             | ヘザー・リチャードソン                           | ブリタニー・ボウ                                 |
| 2017  | ヘザー・ベルフスマ                               | イレイン・ブスト                                 | 髙木美帆                                         |
| 2018  | ピョンチャンオリンピック開催のため実施せず       | ピョンチャンオリンピック開催のため実施せず       | ピョンチャンオリンピック開催のため実施せず       |
| 2019  | イレイン・ブスト                                 | 髙木美帆                                         | ブリタニー・ボウ                                 |
| 2020  | イレイン・ブスト                                 | Evgenia Lalenkova                                | Elizaveta Kazelina                               |
| 2021* | レンジ・ ウィルクンド                            | ブリタニー・ボウ                                 | Evgenia Lalenkova                                |
| 2022  | 北京オリンピック開催のため実施せず               | 北京オリンピック開催のため実施せず               | 北京オリンピック開催のため実施せず               |
| 2023  | アントワネット・ライプマ・デ ヨング              | レンジ・ ウィルクンド                            | 髙木美帆                                         |
| 2024  | 髙木美帆                                         | 韓梅                                             | ジョイ・ブーネ                                   |
| 2025  | ジョイ・ブーネ                                   | アントワネット・ライプマ・デ ヨング              | 韓梅                                             |

### 女子3000m
| Year  | Gold                                             | Silver                                           | Bronze                                           |
| 1996  | グンダ・ニーマン＝クレーマン                     | クラウディア・ペヒシュタイン                     | リュドミラ・プロカシェワ                         |
| 1997  | グンダ・ニーマン＝クレーマン                     | アンニ・フリージンガー                           | Carla Zijlstra                                   |
| 1998  | グンダ・ニーマン＝シュティルネマン               | クラウディア・ペヒシュタイン                     | アンニ・フリージンガー                           |
| 1999  | グンダ・ニーマン＝シュティルネマン               | クラウディア・ペヒシュタイン、トニー・デヨング   | クラウディア・ペヒシュタイン、トニー・デヨング   |
| 2000  | クラウディア・ペヒシュタイン                     | グンダ・ニーマン＝シュティルネマン               | 田畑真紀                                         |
| 2001  | グンダ・ニーマン＝シュティルネマン               | アンニ・フリージンガー                           | クラウディア・ペヒシュタイン                     |
| 2002  | ソルトレークシティオリンピック開催のため実施せず | ソルトレークシティオリンピック開催のため実施せず | ソルトレークシティオリンピック開催のため実施せず |
| 2003  | アンニ・フリージンガー                           | クラウディア・ペヒシュタイン                     | Gretha Smit                                      |
| 2004  | クラウディア・ペヒシュタイン                     | アンニ・フリージンガー、Gretha Smit              | アンニ・フリージンガー、Gretha Smit              |
| 2005  | シンディ・クラッセン                             | クラウディア・ペヒシュタイン                     | クリスティナ・グローブス                         |
| 2006  | トリノオリンピック開催のため実施せず             | トリノオリンピック開催のため実施せず             | トリノオリンピック開催のため実施せず             |
| 2007  | マルティナ・サーブリーコヴァー                   | Renate Groenewold                                | シンディ・クラッセン                             |
| 2008  | クリスティナ・グローブス                         | パウリーン・ファン・デートコム                   | Daniela Anschütz-Thoms                           |
| 2009  | Renate Groenewold                                | マルティナ・サーブリーコヴァー                   | クリスティナ・グローブス                         |
| 2010  | バンクーバオリンピック開催のため実施せず         | バンクーバオリンピック開催のため実施せず         | バンクーバオリンピック開催のため実施せず         |
| 2011  | イレイン・ブスト                                 | マルティナ・サーブリーコヴァー                   | ステファニー・ベッケルト                         |
| 2012  | マルティナ・サーブリーコヴァー                   | ステファニー・ベッケルト                         | イレイン・ブスト                                 |
| 2013  | イレイン・ブスト                                 | マルティナ・サーブリーコヴァー                   | クラウディア・ペヒシュタイン                     |
| 2014  | ソチオリンピック開催のため実施せず               | ソチオリンピック開催のため実施せず               | ソチオリンピック開催のため実施せず               |
| 2015  | マルティナ・サーブリーコヴァー                   | イレイン・ブスト                                 | Marije Joling                                    |
| 2016  | マルティナ・サーブリーコヴァー                   | イレイン・ブスト                                 | アントワネット・デ ヨング                        |
| 2017  | イレイン・ブスト                                 | マルティナ・サーブリーコヴァー                   | アントワネット・デ ヨング                        |
| 2018  | ピョンチャンオリンピック開催のため実施せず       | ピョンチャンオリンピック開催のため実施せず       | ピョンチャンオリンピック開催のため実施せず       |
| 2019  | マルティナ・サーブリーコヴァー                   | アントワネット・デ ヨング                        | ナタリア・ボロニナ                               |
| 2020  | マルティナ・サーブリーコヴァー                   | カレイン・アクテレークテ                         | ナタリア・ボロニナ                               |
| 2021* | アントワネット・デ ヨング                        | マルティナ・サーブリーコヴァー                   | イレーネ・スハウテン                             |
| 2022  | 北京オリンピック開催のため実施せず               | 北京オリンピック開催のため実施せず               | 北京オリンピック開催のため実施せず               |
| 2023  | レンジ・ ウィルクンド                            | イレーネ・スハウテン                             | マルティナ・サーブリーコヴァー                   |
| 2024  | イレーネ・スハウテン                             | イザベル・ワイデマン                             | マルティナ・サーブリーコヴァー                   |
| 2025  | ジョイ・ブーネ                                   | マルティナ・サーブリーコヴァー                   | Merel Conijn                                     |

### 女子5000m
| Year  | Gold                                             | Silver                                           | Bronze                                           |
| 1996  | クラウディア・ペヒシュタイン                     | Carla Zijlstra                                   | Elena Belci-Dal Farra                            |
| 1997  | グンダ・ニーマン＝クレーマン                     | Carla Zijlstra                                   | クラウディア・ペヒシュタイン                     |
| 1998  | グンダ・ニーマン＝シュティルネマン               | クラウディア・ペヒシュタイン                     | Carla Zijlstra                                   |
| 1999  | グンダ・ニーマン＝シュティルネマン               | クラウディア・ペヒシュタイン                     | トニー・デヨング                                 |
| 2000  | グンダ・ニーマン＝シュティルネマン               | クラウディア・ペヒシュタイン                     | トニー・デヨング                                 |
| 2001  | グンダ・ニーマン＝シュティルネマン               | クラウディア・ペヒシュタイン                     | 田畑真紀                                         |
| 2002  | ソルトレークシティオリンピック開催のため実施せず | ソルトレークシティオリンピック開催のため実施せず | ソルトレークシティオリンピック開催のため実施せず |
| 2003  | クラウディア・ペヒシュタイン                     | クララ・ヒューズ                                 | Gretha Smit                                      |
| 2004  | クララ・ヒューズ                                 | Gretha Smit                                      | クラウディア・ペヒシュタイン                     |
| 2005  | アンニ・フリージンガー                           | クラウディア・ペヒシュタイン                     | クララ・ヒューズ                                 |
| 2006  | トリノオリンピック開催のため実施せず             | トリノオリンピック開催のため実施せず             | トリノオリンピック開催のため実施せず             |
| 2007  | マルティナ・サーブリーコヴァー                   | クラウディア・ペヒシュタイン                     | クリスティナ・グローブス                         |
| 2008  | マルティナ・サーブリーコヴァー                   | クララ・ヒューズ                                 | クリスティナ・グローブス                         |
| 2009  | マルティナ・サーブリーコヴァー                   | クララ・ヒューズ                                 | クリスティナ・グローブス                         |
| 2010  | バンクーバオリンピック開催のため実施せず         | バンクーバオリンピック開催のため実施せず         | バンクーバオリンピック開催のため実施せず         |
| 2011  | マルティナ・サーブリーコヴァー                   | ステファニー・ベッケルト                         | クラウディア・ペヒシュタイン                     |
| 2012  | マルティナ・サーブリーコヴァー                   | ステファニー・ベッケルト                         | クラウディア・ペヒシュタイン                     |
| 2013  | マルティナ・サーブリーコヴァー                   | イレイン・ブスト                                 | クラウディア・ペヒシュタイン                     |
| 2014  | ソチオリンピック開催のため実施せず               | ソチオリンピック開催のため実施せず               | ソチオリンピック開催のため実施せず               |
| 2015  | マルティナ・サーブリーコヴァー                   | カレイン・アクテレークテ                         | クラウディア・ペヒシュタイン                     |
| 2016  | マルティナ・サーブリーコヴァー                   | Carien Kleibeuker                                | イレーネ・スハウテン                             |
| 2017  | マルティナ・サーブリーコヴァー                   | クラウディア・ペヒシュタイン                     | イバニー・ブロンディン                           |
| 2018  | ピョンチャンオリンピック開催のため実施せず       | ピョンチャンオリンピック開催のため実施せず       | ピョンチャンオリンピック開催のため実施せず       |
| 2019  | マルティナ・サーブリーコヴァー                   | エスミー・フィッサー                             | ナタリア・ボロニナ                               |
| 2020  | ナタリア・ボロニナ                               | マルティナ・サーブリーコヴァー                   | エスミー・フィッサー                             |
| 2021* | イレーネ・スハウテン                             | ナタリア・ボロニナ                               | カレイン・アクテレークテ                         |
| 2022  | 北京オリンピック開催のため実施せず               | 北京オリンピック開催のため実施せず               | 北京オリンピック開催のため実施せず               |
| 2023  | イレーネ・スハウテン                             | レンジ・ ウィルクンド                            | マルティナ・サーブリーコヴァー                   |
| 2024  | ジョイ・ブーネ                                   | イレーネ・スハウテン                             | マルティナ・サーブリーコヴァー                   |
| 2025  | フランチェスカ・ロロブリジーダ                   | レンジ・ ウィルクンド                            | Merel Conijn                                     |

### 女子マススタート
| Year  | Gold                                       | Silver                                     | Bronze                                     |
| 2015  | イレーネ・スハウテン                       | イバニー・ブロンディン                     | Mariska Huisman                            |
| 2016  | イバニー・ブロンディン                     | キム・ボルム                               | 髙木美帆                                   |
| 2017  | キム・ボルム                               | 髙木菜那                                   | ヘザー・リチャードソン                     |
| 2018  | ピョンチャンオリンピック開催のため実施せず | ピョンチャンオリンピック開催のため実施せず | ピョンチャンオリンピック開催のため実施せず |
| 2019  | イレーネ・スハウテン                       | イバニー・ブロンディン                     | Elizaveta Kazelina                         |
| 2020  | イバニー・ブロンディン                     | キム・ボルム                               | イレーネ・スハウテン                       |
| 2021* | マレイケ・フルーネヴァウト                 | イバニー・ブロンディン                     | イレーネ・スハウテン                       |
| 2022  | 北京オリンピック開催のため実施せず         | 北京オリンピック開催のため実施せず         | 北京オリンピック開催のため実施せず         |
| 2023  | マレイケ・フルーネヴァウト                 | イバニー・ブロンディン                     | イレーネ・スハウテン                       |
| 2024  | イレーネ・スハウテン                       | イバニー・ブロンディン                     | マレイケ・フルーネヴァウト                 |
| 2025  | マレイケ・フルーネヴァウト                 | イバニー・ブロンディン                     | フランチェスカ・ロロブリジーダ             |

### 女子チームパシュート
| Year  | Gold                                       | Silver                                     | Bronze                                     |
| 2005  | ドイツ                                     | カナダ                                     | 日本                                       |
| 2006  | トリノオリンピック開催のため実施せず       | トリノオリンピック開催のため実施せず       | トリノオリンピック開催のため実施せず       |
| 2007  | カナダ                                     | オランダ                                   | ドイツ                                     |
| 2008  | オランダ                                   | カナダ                                     | ドイツ                                     |
| 2009  | カナダ                                     | オランダ                                   | 日本                                       |
| 2010  | バンクーバーオリンピック開催のため実施せず | バンクーバーオリンピック開催のため実施せず | バンクーバーオリンピック開催のため実施せず |
| 2011  | カナダ                                     | オランダ                                   | ドイツ                                     |
| 2012  | オランダ                                   | カナダ                                     | ポーランド                                 |
| 2013  | オランダ                                   | ポーランド                                 | コリア                                     |
| 2014  | ソチオリンピック開催のため実施せず         | ソチオリンピック開催のため実施せず         | ソチオリンピック開催のため実施せず         |
| 2015  | 日本                                       | オランダ                                   | ロシア                                     |
| 2016  | オランダ                                   | 日本                                       | ロシア                                     |
| 2017  | オランダ                                   | 日本                                       | ロシア                                     |
| 2018  | ピョンチャンオリンピック開催のため実施せず | ピョンチャンオリンピック開催のため実施せず | ピョンチャンオリンピック開催のため実施せず |
| 2019  | 日本                                       | オランダ                                   | ロシア                                     |
| 2020  | 日本                                       | オランダ                                   | カナダ                                     |
| 2021* | オランダ                                   | カナダ                                     | Russian Skating Union                      |
| 2022  | 北京オリンピック開催のため実施せず         | 北京オリンピック開催のため実施せず         | 北京オリンピック開催のため実施せず         |
| 2023  | カナダ                                     | 日本                                       | アメリカ                                   |
| 2024  | オランダ                                   | カナダ                                     | 日本                                       |
| 2025  | オランダ                                   | 日本                                       | カナダ                                     |

### 女子チームスプリント
| Year  | Gold                               | Silver                             | Bronze                             |
| 2019  | オランダ                           | カナダ                             | ロシア                             |
| 2020  | オランダ                           | ロシア                             | ポーランド                         |
| 2021* | コロナ禍のため実施せず             | コロナ禍のため実施せず             | コロナ禍のため実施せず             |
| 2022  | 北京オリンピック開催のため実施せず | 北京オリンピック開催のため実施せず | 北京オリンピック開催のため実施せず |
| 2023  | カナダ                             | アメリカ                           | 中国                               |
| 2024  | カナダ                             | アメリカ                           | ポーランド                         |
| 2025  | オランダ                           | カナダ                             | ポーランド                         |